# Nishiwaki
Nishiwaki (Japans: 西脇市, Nishiwaki-shi) is een stad in de prefectuur Hyogo, Japan. Begin 2014 telde de stad 41.580 inwoners.

## Geschiedenis
Op 1 april 1952 werd Nishiwaki benoemd tot stad (shi). In 2005 werd de gemeente Kurodashō (黒田庄町) toegevoegd aan de stad.

## Partnersteden
- Renton, Verenigde Staten sinds 1969

Steden:
Aioi · Akashi · Ako · Amagasaki · Asago · Ashiya · Awaji · Himeji · Itami · Kakogawa · Kasai · Kato · Kawanishi · Kobe (hoofdstad) · Miki · Minamiawaji · Nishinomiya · Nishiwaki · Ono · Sanda · Sasayama · Shiso · Sumoto · Takarazuka · Takasago · Tamba · Tatsuno · Toyooka · Yabu

Districten:
Ako · Ibo · Kako · Kanzaki · Kawabe · Mikata · Sayo · Taka
Gemeenten per district